# Brass Fever
Brass Fever fue un conjunto musical de jazz estadounidense, que grabó dos álbumes para Impulse!. Compuesto por músicos de sesión y líderes como Shelly Manne, sus dos álbumes cubrieron los géneros jazz y R&B. 
Su segundo álbum llegó al puesto 98 en la lista Billboard R&B de EE. UU. 

## Discografía
- 1975: Brass Fever (Impulse!)
- 1976: Time Is Running Out (Impulse!)

## Miembros
- Flauta - Buddy Collette
- Percusión - Eddie "Bongo" Brown
- Batería - Shelly Manne
- Bajo eléctrico - Scott Edwards
- Guitarra eléctrica - Lee Ritenour
- Piano eléctrico - Sonny Burke
- Saxofón alto - John Handy
- Trombón - Charlie Loper, Garnett Brown, George Bohanon
- Trompeta - Oscar Brashear
- Piano, órgano, clavinet - Phil Wright
- Director - Wade Marcus
- Arreglos - Esmond Edwards